# HEP Adria Cup 2019
HEP Adria Cup 2019 byl přípravný turnaj před mistrovstvím světa v malém fotbale SOCCA 2019, který se konal v chorvatském hlavním městě Záhřeb v období od 3. do 4. května 2019. Účastnily se ho 4 týmy, které byly v jedné skupině a hrály systémem každý s každým. Na turnaji se představilo Chorvatsko, Slovensko, Belgie a výběr prvoligového futsalového týmu MNK Futsal Dinamo Križevci. Turnaj vyhrálo Chorvatsko.

## Stadion
Turnaj se hrál na jednom stadionu v jednom hostitelském městě: NC Zlatna lopta (Záhřeb).

## Zápasy
Čas každého zápasu je uveden v lokálním čase.

#### Tabulka
| Tým                        | Z | V | R | P | VG | IG | +/− | B |
| -------------------------- | - | - | - | - | -- | -- | --- | - |
| Chorvatsko                 | 3 | 2 | 1 | 0 | 20 | 3  | +17 | 7 |
| Slovensko                  | 2 | 2 | 0 | 0 | 14 | 5  | +9  | 6 |
| MNK Futsal Dinamo Križevci | 3 | 1 | 1 | 1 | 14 | 7  | +7  | 4 |
| Belgie                     | 3 | 0 | 0 | 3 | 1  | 34 | −33 | 0 |

Chorvatsko mělo 8 bodů.
| 3. května 2019 20:00 |       |        |                         |
| Slovensko | 9 : 0 | Belgie | NC Zlatna lopta, Záhřeb |
| Matej Toman 1' Lukáš Stronček 10' Miroslav Demčo 12', 24' Radoslav Drápal 15' Andrej Gála 24' Lukáš Gálik 29' Jakub Ryban 33' Radovan Staňo 38' |       |        | NC Zlatna lopta, Záhřeb |

| 3. května 2019 21:15                                    |       |                            |                         |
| Chorvatsko                                              | 3 : 1 | MNK Futsal Dinamo Križevci | NC Zlatna lopta, Záhřeb |
| Dino Škibola 20' James Došen 27' (vl.) Karlo Stojić 32' |       | Filip Busija 34'           | NC Zlatna lopta, Záhřeb |

| 4. května 2019 12:00 |        | |                         |
| Belgie               | 0 : 15 | Chorvatsko | NC Zlatna lopta, Záhřeb |
|                      |        | Pire Corentin 4' (vl.) Luka Modrić 5', 38', 39' Petar Ježić 10', 22' Filip Vojnović 11', 16', 35' Karlo Stojić 14', 36' Marko Pavlović 15', 37' Ilija Radovac 17' Valentino Kolić 32' | NC Zlatna lopta, Záhřeb |

| 4. května 2019 13:15                                   |       |                           |                         |
| MNK Futsal Dinamo Križevci                             | 3 : 3 | Slovensko                 | NC Zlatna lopta, Záhřeb |
| Stjepan Korenika 20' (pen.), 29' Miladin Vitanović 35' |       | Andrej Gála 21', 34', 40' | NC Zlatna lopta, Záhřeb |

|                                                                          |       | Penaltový rozstřel                                                |  |
| Marko Blagaj Stjepan Korenika Mario Gojko Radomir Božović Vedran Vrhovec | 2 : 3 | Andrej Gála Radoslav Drápa Miroslav Demčo Matej Toman Lukáš Gálik |  |

| 4. května 2019 18:45 |        | |                         |
| Belgie               | 1 : 10 | MNK Futsal Dinamo Križevci                                                                                          | NC Zlatna lopta, Záhřeb |
| Kylian Delcroix 15'  |        | James Došen 8' Matija Španić 15' Stjepan Korenika 20', 23', 24', 37' Marko Blagaj 24', 29', 32' Radomir Božović 27' | NC Zlatna lopta, Záhřeb |

| 4. května 2019 20:00           |       |                                   |                         |
| Chorvatsko                     | 2 : 2 | Slovensko                         | NC Zlatna lopta, Záhřeb |
| Petar Ježić 16' Ante Kulji 26' |       | Radovan Staňo 20' Andrej Gála 21' | NC Zlatna lopta, Záhřeb |

|                                            |       | Penaltový rozstřel      |  |
| Valentino Kolić Marko Pavlović Petar Ježić | 3 : 1 | Jakub Ryban Andrej Gála |  |